# Furcraea antillana
Furcraea antillana là một loài thực vật có hoa trong họ Măng tây. Loài này được A. Álvarez mô tả khoa học đầu tiên năm 1996.
Phân bố: Cuba, Cộng hòa Dominica, Haiti.